# Charmeyran
Le Charmeyran est un petit torrent qui prend sa source sur les pentes du mont Rachais sur le territoire de la commune de La Tronche, dans le département de l'Isère, en région Auvergne-Rhône-Alpes. C'est un affluent direct de l'Isère.
Durant la partie amont de son parcours, jusqu'à la Grande rue dans le quartier de la Grande Tronche, le Charmeyran marque la limite des territoires des communes de La Tronche et de Corenc.

## Étymologie
Selon le livre Grenoble d'Antan écrit par la journaliste grenobloise Séverine Cattiaux, le nom du Charmeyran proviendrait du patois arpitan dauphinois charmeler qui signifie « chanter ». Le nom du Charmeyran témoignerait donc de la musicalité de ses eaux quand elles rebondissent sur les rochers.

## Géographie

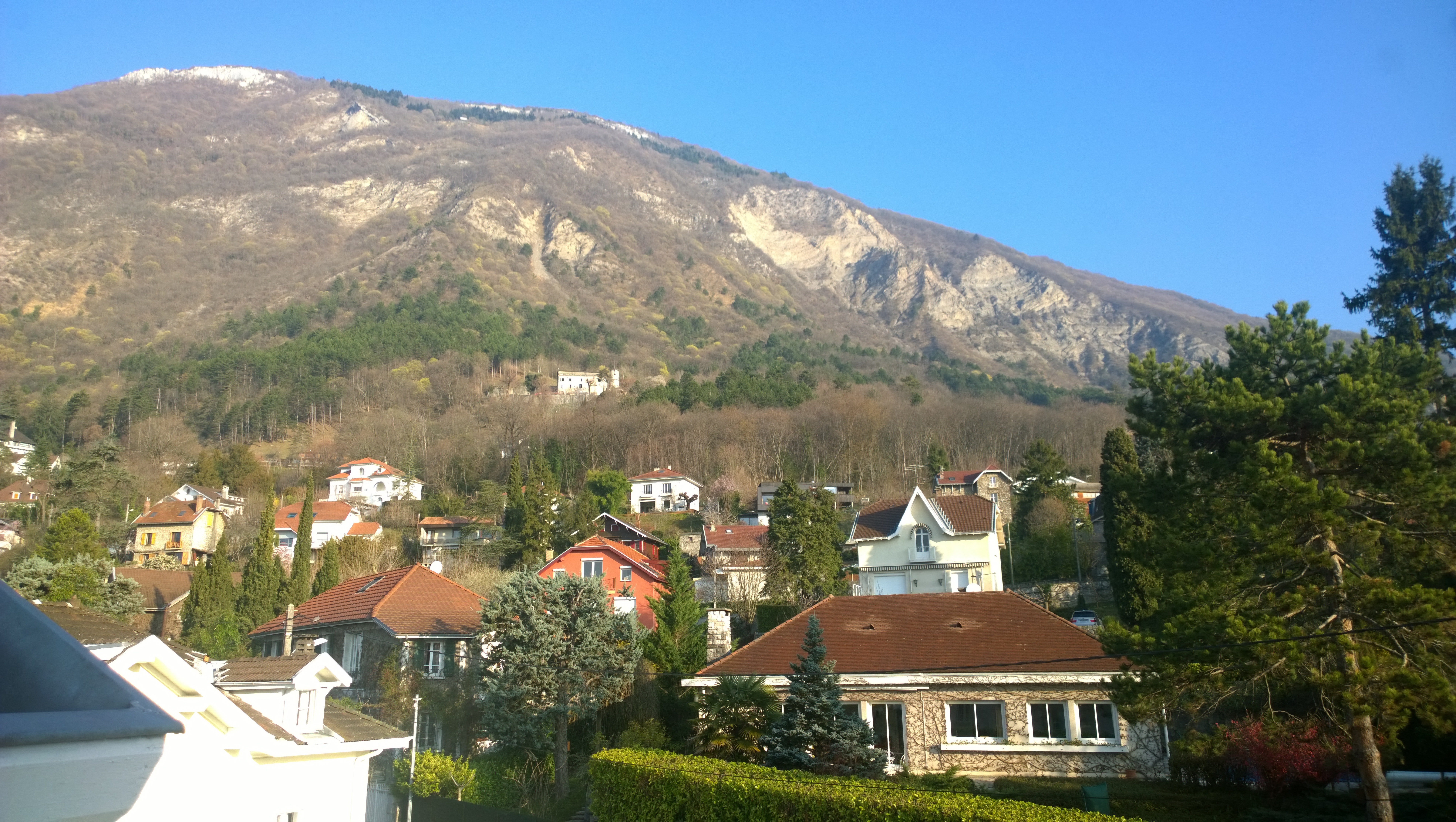
Les pentes du Mont Rachais et La Tronche

Torrent de 4 km de longueur, le Charmeyran prend sa source sur les pentes du mont Rachais situé au sud du massif de la Chartreuse, puis il se jette dans l'Isère au lieu-dit « Les Sablons » sur le territoire de la même commune après un parcours en partie souterrain. Ce torrent longe ensuite, dans sa partie la plus basse, le mur d'enceinte de l'hôpital Michalon avant d'être recouvert dans le secteur des Sablons. Sa confluence avec l'Isère se situe à la hauteur du pont du tramway (quartier des Sablons).
Le cône de déjection du Charmeyran recouvre la plus grande partie du territoire de la commune de La Tronche et plus particulièrement le secteur de la Grande Tronche et des Sablons où se situe le centre hospitalier de Grenoble.
Éponymie et odonymie
Ce torrent a donné son nom à un établissement public départemental chargé de la protection de l'enfance, mission qui lui est dévolue sous la tutelle du conseil départemental de l'Isère et dont l'ensemble du domaine, qui comprend un foyer pour enfants, une pouponnière et un centre maternel, est longé par le ruisseau.
Une place porte le nom de ce ruisseau, dans le quartier Doyen-Gosse, situé sur le territoire de la commune de La Tronche ainsi qu'un chemin sur le territoire de la commune de Corenc.

### Communes et cantons traversés
Situé dans le seul département de l'Isère le Charmeyran ne traverse que le territoire de deux communes, de l'amont vers l'aval, depuis Corenc où se situe la source, jusqu'à la Tronche où se situe sa confluence avec l'Isère.
En termes de canton, le Charmeyran prend source dans le canton de Meylan et conflue sur la rive droite de l'Isère, dans ce même canton de l'arrondissement de Grenoble.

### Bassin versant
Le Charmeyran traverse une seule zone hydrographique dénommée « L'Isère du ruisseau du Mont au Drac » (W141) pour 5 770 km2 de superficie.

### Organisme gestionnaire
L'organisme gestionnaire est un EPTB : le Syndicat mixte des bassins hydrauliques de l'Isère, le Symbhi.

## Affluent
Le Charmeyran n'a pas d'affluent référencé. Son rang de Strahler est donc de un.

## Histoire

### Monastère de Montfleury
Le monastère royal de Montfleury était contigu à ce torrent. Le sigle d'un moulin apparaît sur la carte de Cassini datant du milieu du XVIIIe siècle, en amont de cette abbaye.
Cette institution fut fondée en 1347. Un moulin existait le long du cours d'eau et devait être réservé à l’usage des moniales. .« .. La Règle de saint Benoît édictée à la fin du Ve siècle, prévoit que chaque monastère doit comporter un moulin "infra monastérium" pour satisfaire à ses propres besoins ... Les moulins monastiques de haut Moyen Age devaient être, dans l'ensemble, de petite dimension et installés sur des rivières au débit modeste dont la maîtrise était aisée ... enfin si le nombre d'appareils cités est sans doute plus un effet du renouveau de l'écrit à l'époque carolingienne que d'une révolution hydraulique. » Selon des recherches effectuées par Robert Chagny, il existait, en outre, deux petits moulins sur le Chameyran sous le monastère.

### Crues
Le Charmeyran a connu de nombreuses crues torrentielles, notamment en 1913 où l'eau boueuse charriée par le ruisseau emporta les voies ferrées du tramway traversant alors la commune de La Tronche. D'autres crues eurent lieu en 1923, 1951, 1955, 1968, 1971.

## Aménagements et écologie
Au début du XXIe siècle le cours de ce modeste torrent présente deux parties très différentes. En amont de l'ancienne pisciculture, on peut découvrir un lit naturel très érodé, avec de très fortes pentes et en aval de ce secteur, un lit artificiel canalisé avec des murs maçonnés qui rejoint le cours de l’Isère. Cet aménagement a été réalisé pour éviter les débordements de ce torrent durant les périodes de fortes pluies saisonnières. 